# Contrevent
 (novembre 2016).
Si vous disposez d'ouvrages ou d'articles de référence ou si vous connaissez des sites web de qualité traitant du thème abordé ici, merci de compléter l'article en donnant les références utiles à sa vérifiabilité et en les liant à la section « Notes et références ».

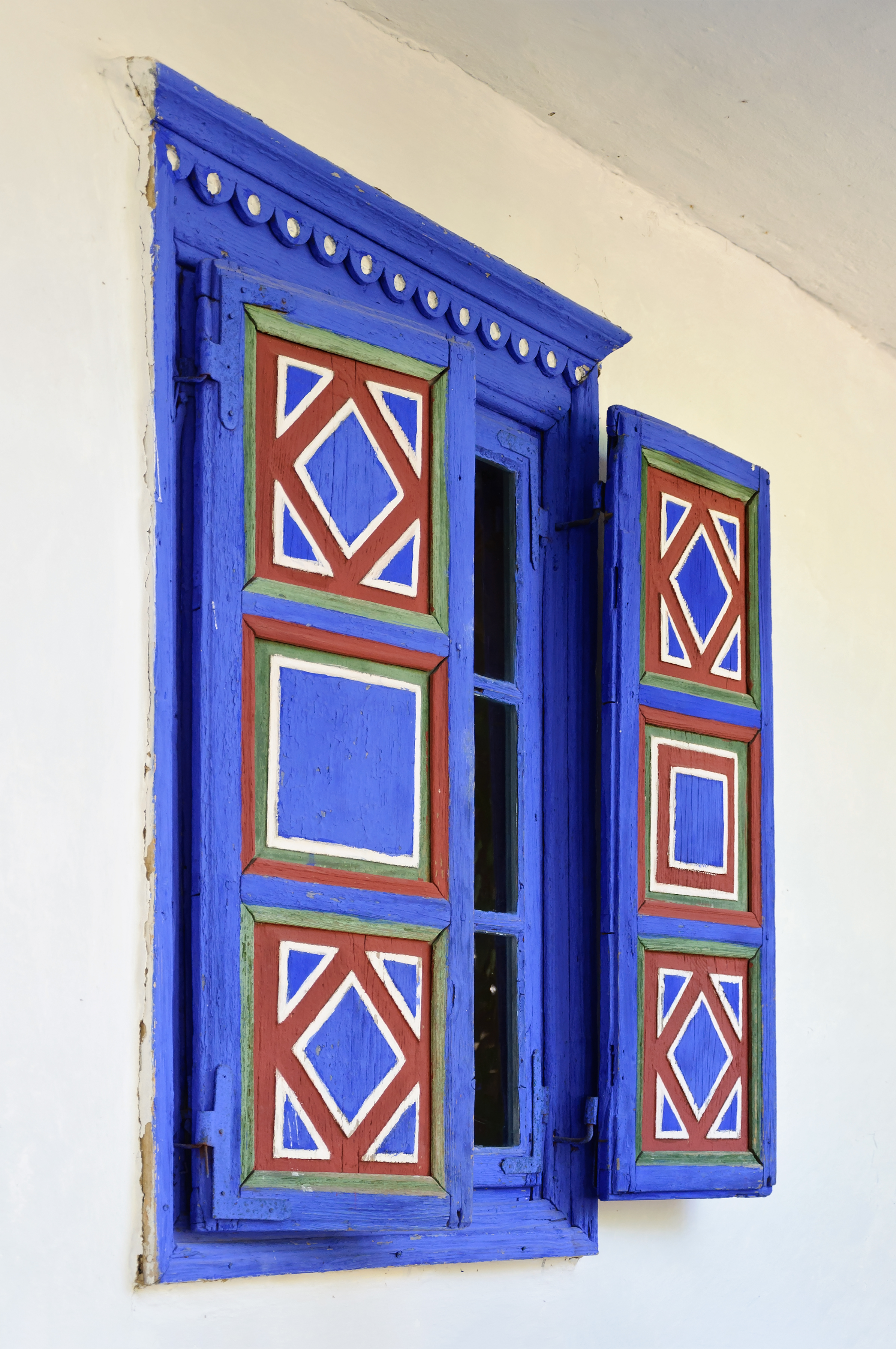
Contrevents colorés d'une maison traditionnelle roumaine (musée du Village roumain, Bucarest).

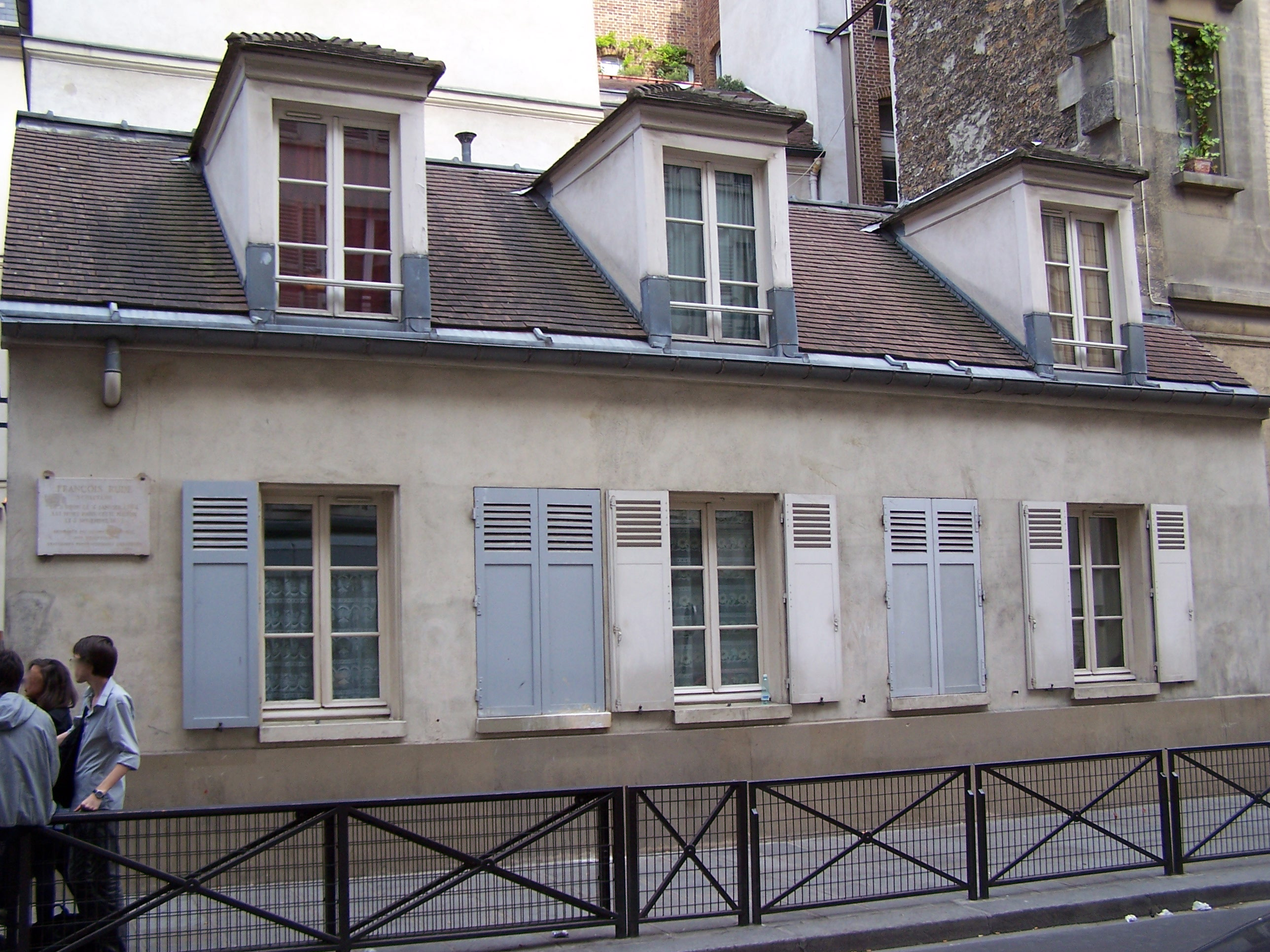
Baies du rez-de-chaussée dotées de contrevents semi-persiennés avec un volet ajouré uniquement dans sa partie supérieure, afin de se protéger du soleil ou des regards indiscrets.

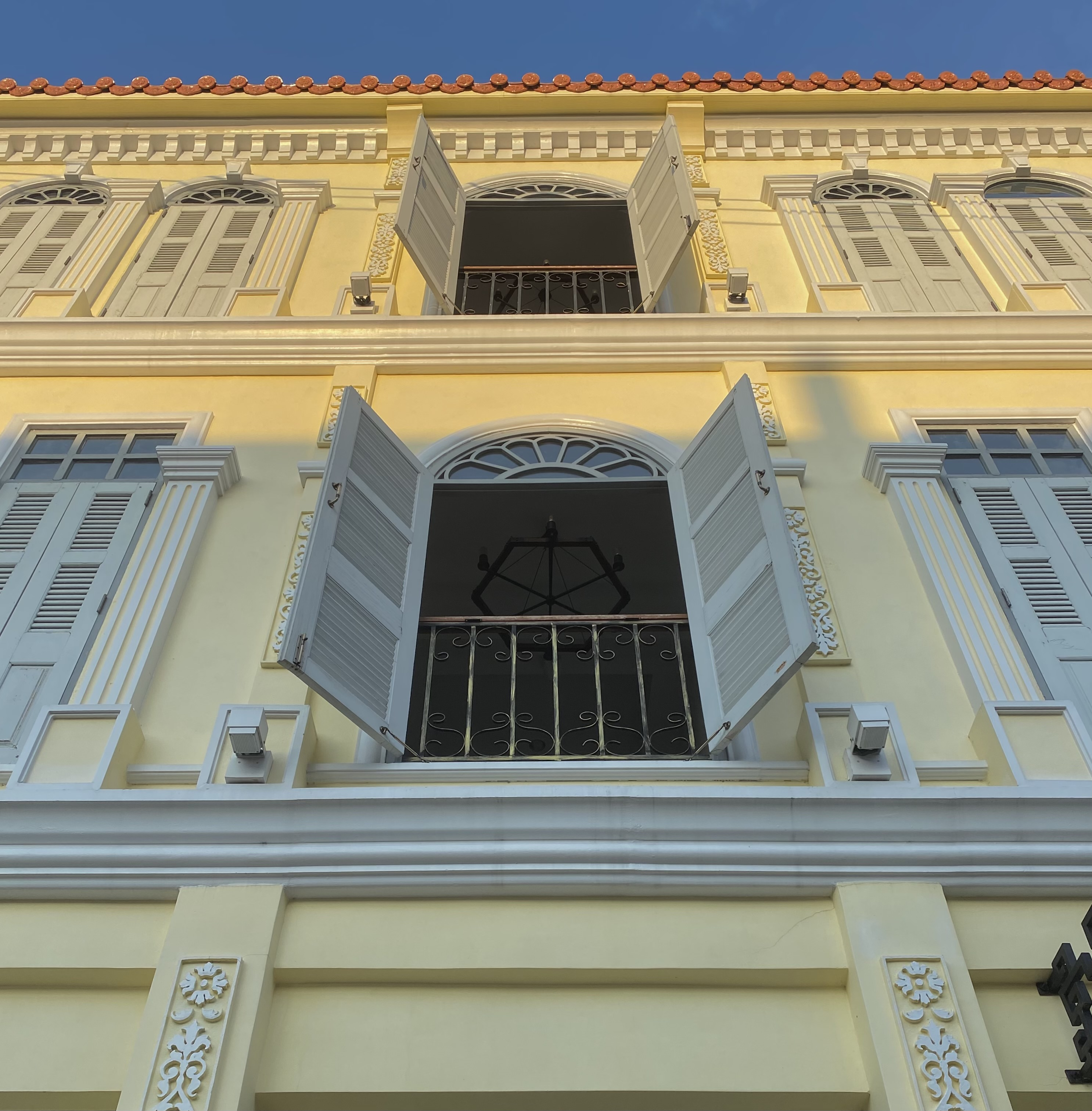
Façade principale percée de baies protégées par des contrevents persiennés (travée centrale) et semi-persiennés (travées latérales).

Un contrevent est un dispositif habituellement installé en extérieur devant une fenêtre ou une porte, qui peut être fermé pour se protéger de la lumière, des intrusions, des projectiles, des regards extérieurs ou comme élément d'isolation contre la chaleur, le froid, le vent et la pluie. Moyen de protection le plus ancien, il est en général confondu dans le langage courant avec le volet, qui lui est installé en intérieur.

## Composition et historique
Les contrevents sont traditionnellement composés d'un panneau en bois plein sans fentes avec des gonds métalliques qui les fixent au mur à l'extérieur de la baie (le contrevent battant), ce qui permet de les placer de façon à obstruer l'ouverture.
Historiquement, ces contrevents ont pu être des panneaux simplement accrochés par des pitons, puis ils furent ensuite articulés avec des charnières et rabattus.
De façon à exposer la pièce à une lumière maitrisée, on a fait parfois usage de la crémaillère.
À la différence des contrevents à panneau plein adaptés aux régions froides et humides (grâce à leurs lames plus hermétiques), les persiennes adaptées aux régions sèches et chaudes, comportent des panneaux à fentes pour laisser passer l'air et un peu de lumière. Elles existent en bois ou en métal (aluminium).
Le XXe siècle a vu l'apparition du contrevent sur enrouleur, appelé à tort « volet roulant », s'enroulant autour d'un tambour (ou arbre). Le tambour est contenu dans une caisse placée soit à l'extérieur (pour les premières générations) soit à l'intérieur de la pièce, au-dessus de la fenêtre. Le contrevent peut alors être enroulé ou déroulé, soit à la main avec une manivelle ou une sangle accessible depuis l'intérieur, soit avec un moteur qui peut faire partie d'un automatisme de sécurité ou de confort thermique (dispositifs d'écologie).
Les contrevents peuvent également être utilisés comme éléments décoratifs fixes dans des maisons modernes.

## Galerie

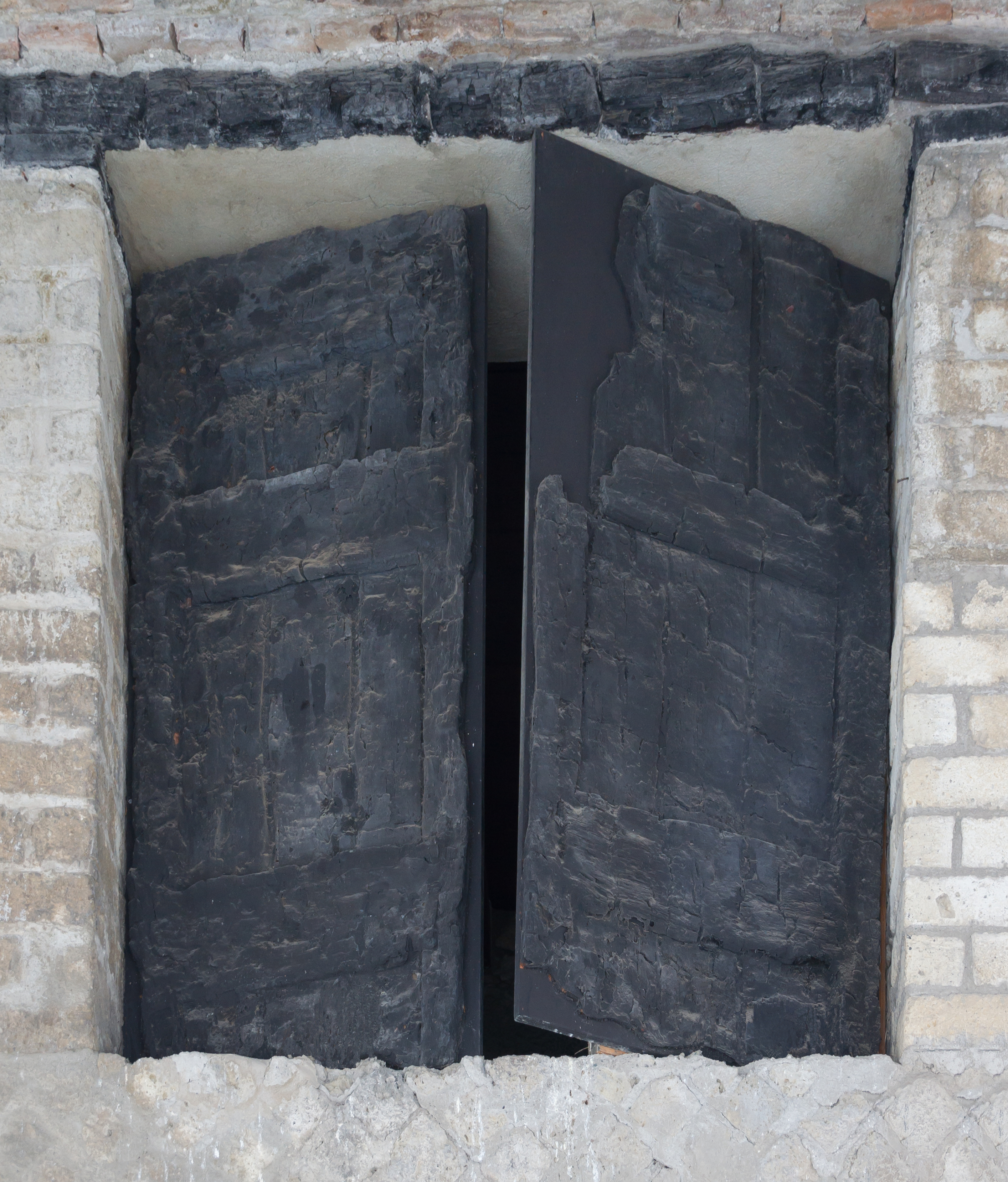
Contrevent à battant double.
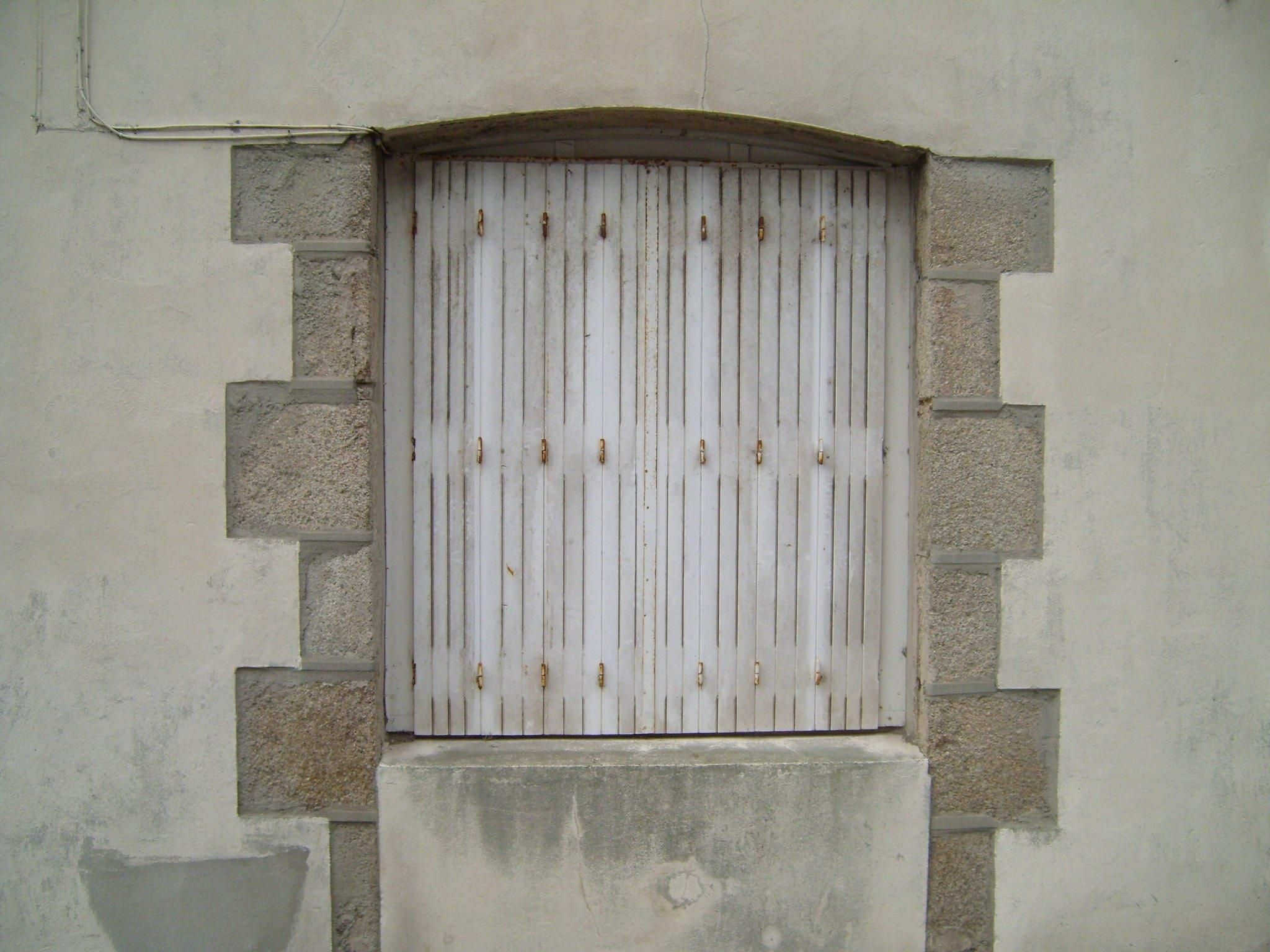
Contrevent pliant.
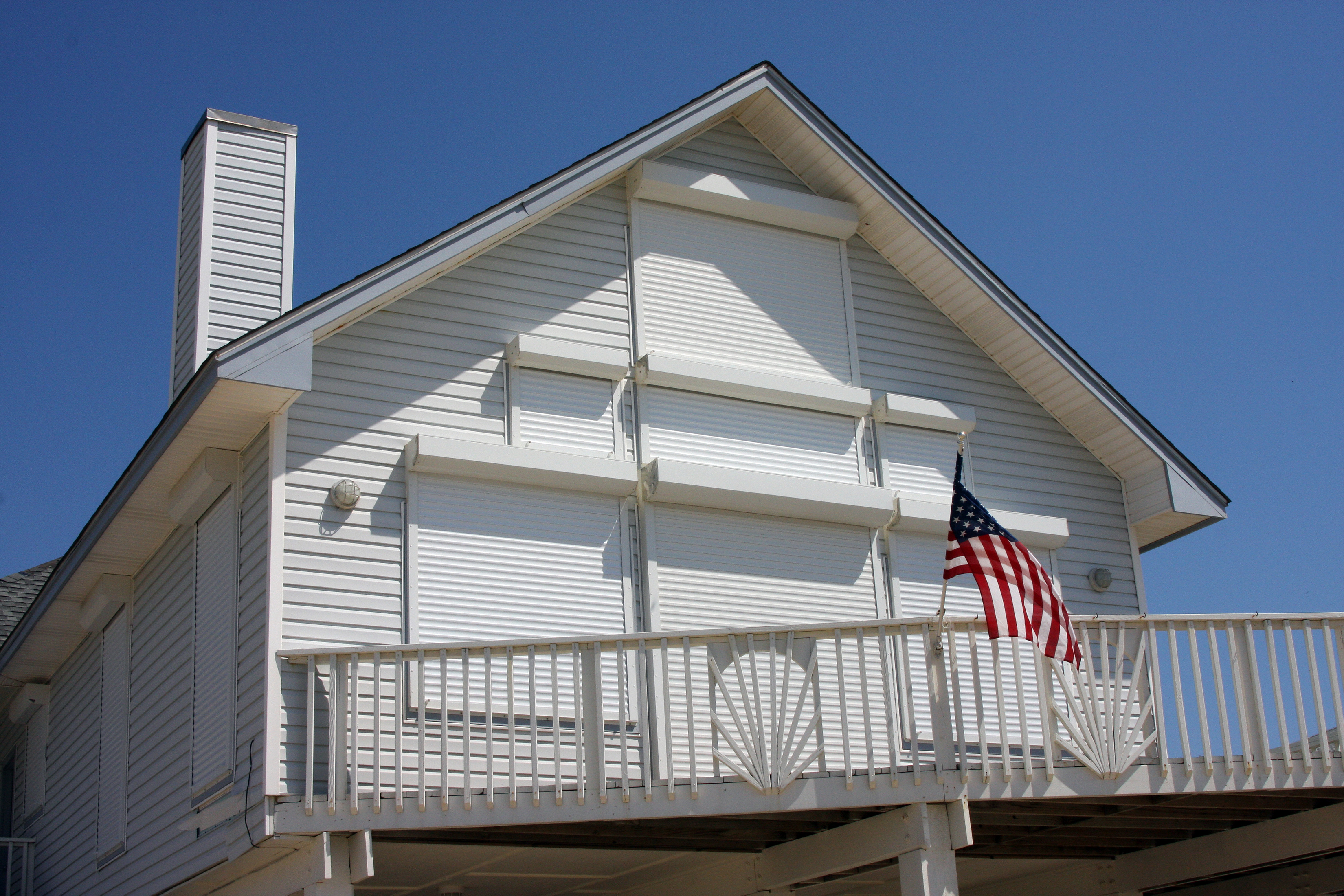
Contrevents sur enrouleurs.

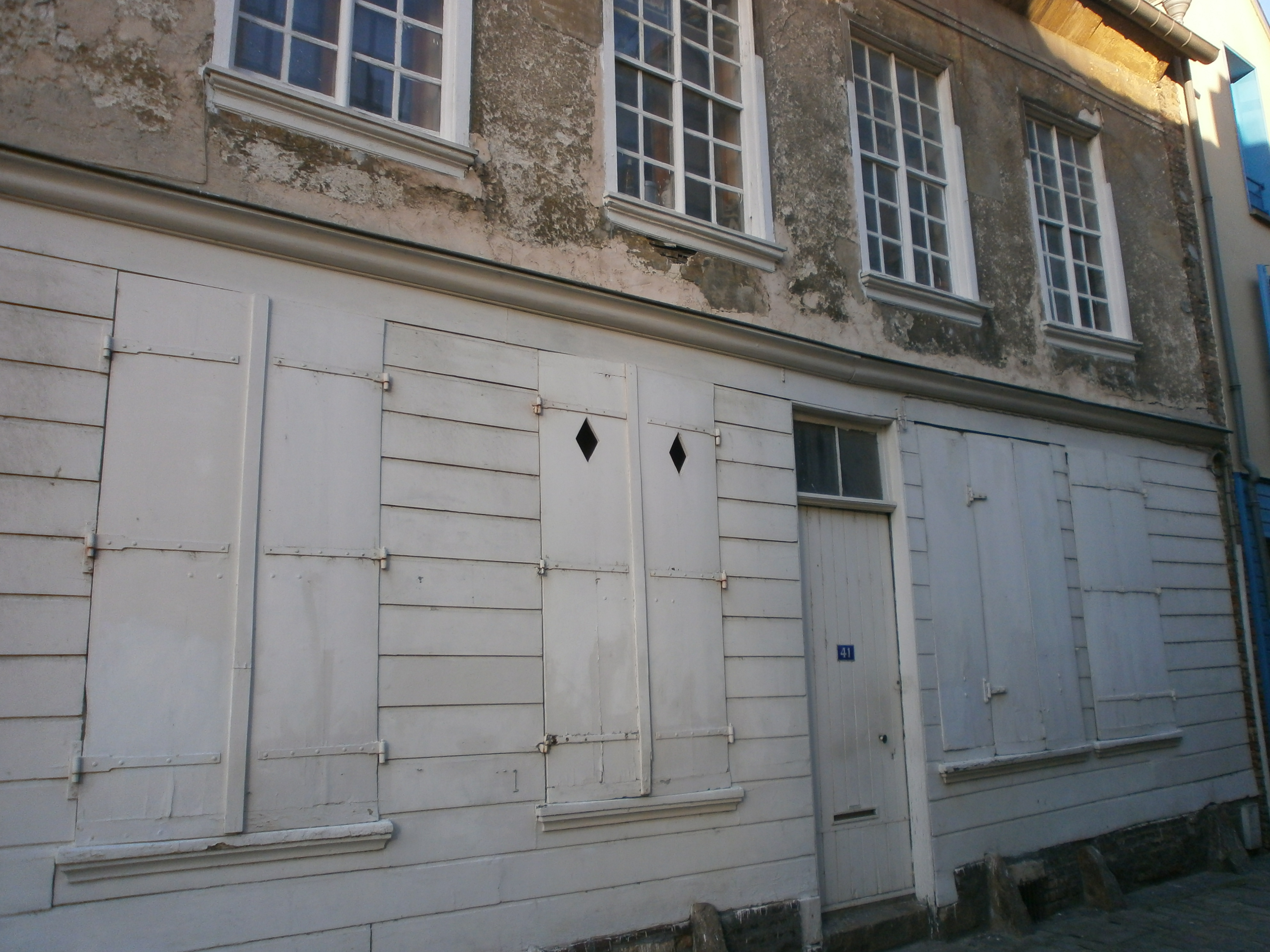
Contrevent comportant un petit jour de ventilation (motif décoratif en forme de carreau).
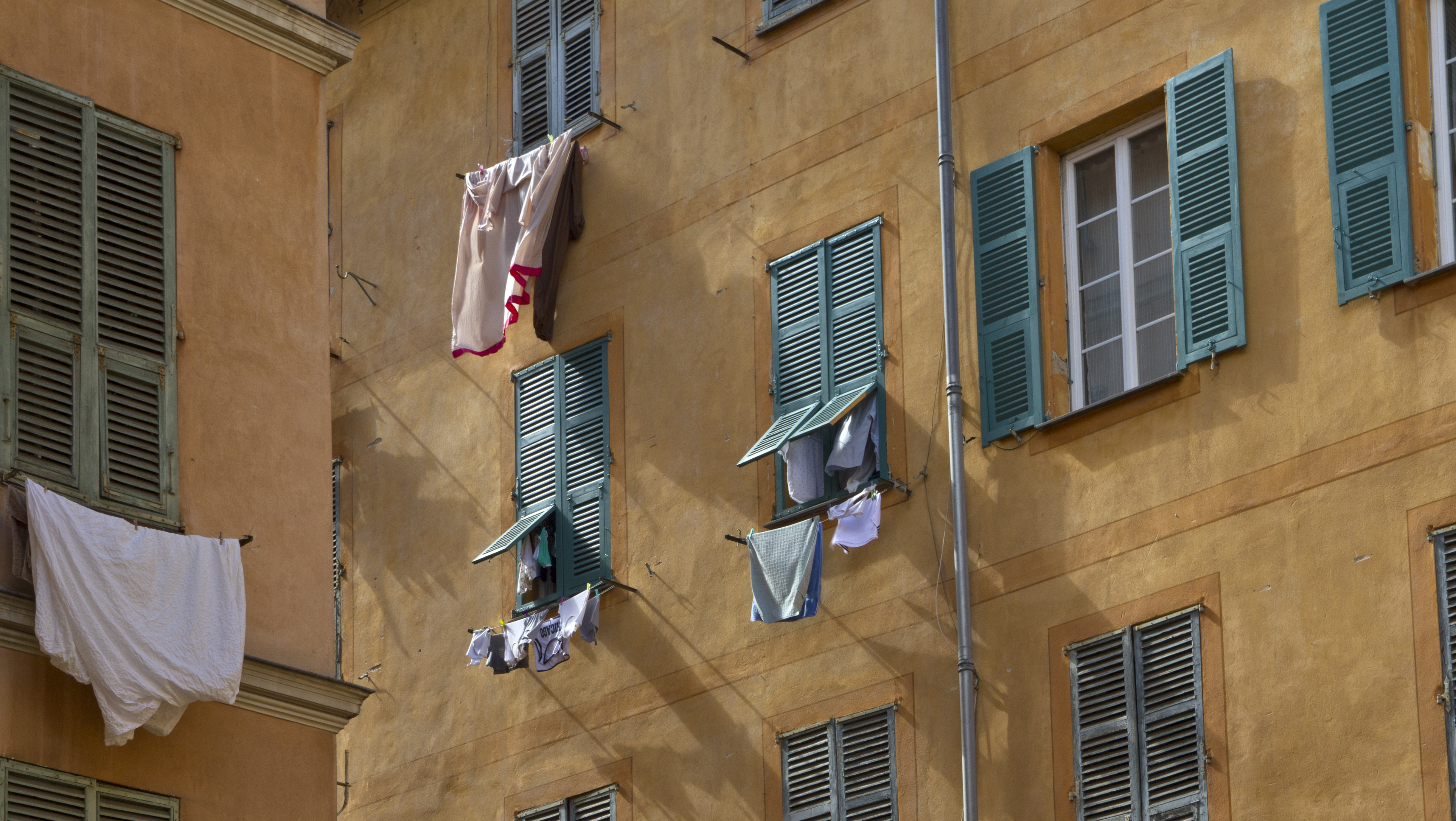
Contrevents à portissol (panneau relevable, orienté en fonction de la position du soleil).
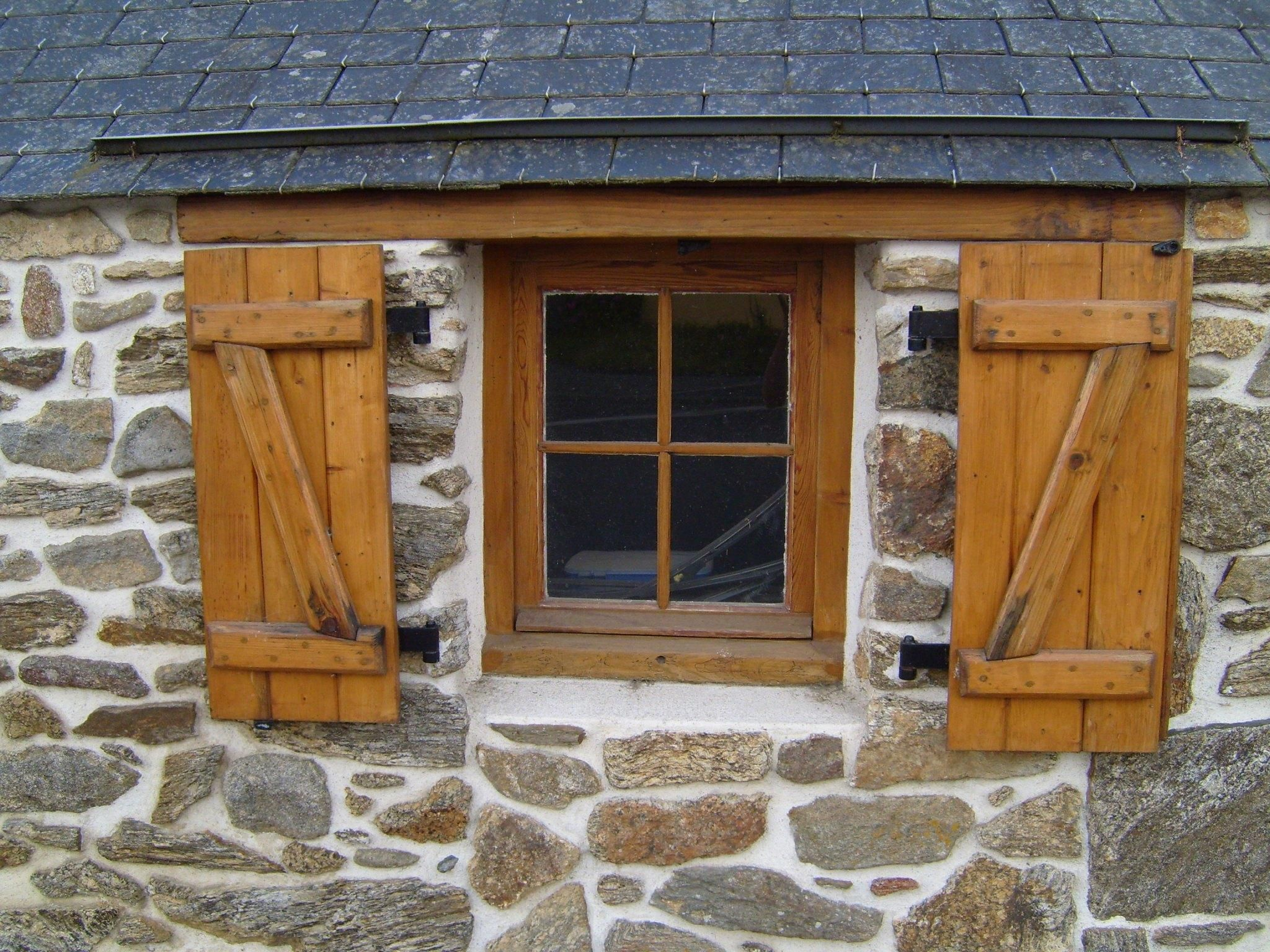
Contrevent dont le panneau ou tablier est constitué de lames verticales, et est renforcé par deux barres et une écharpe.
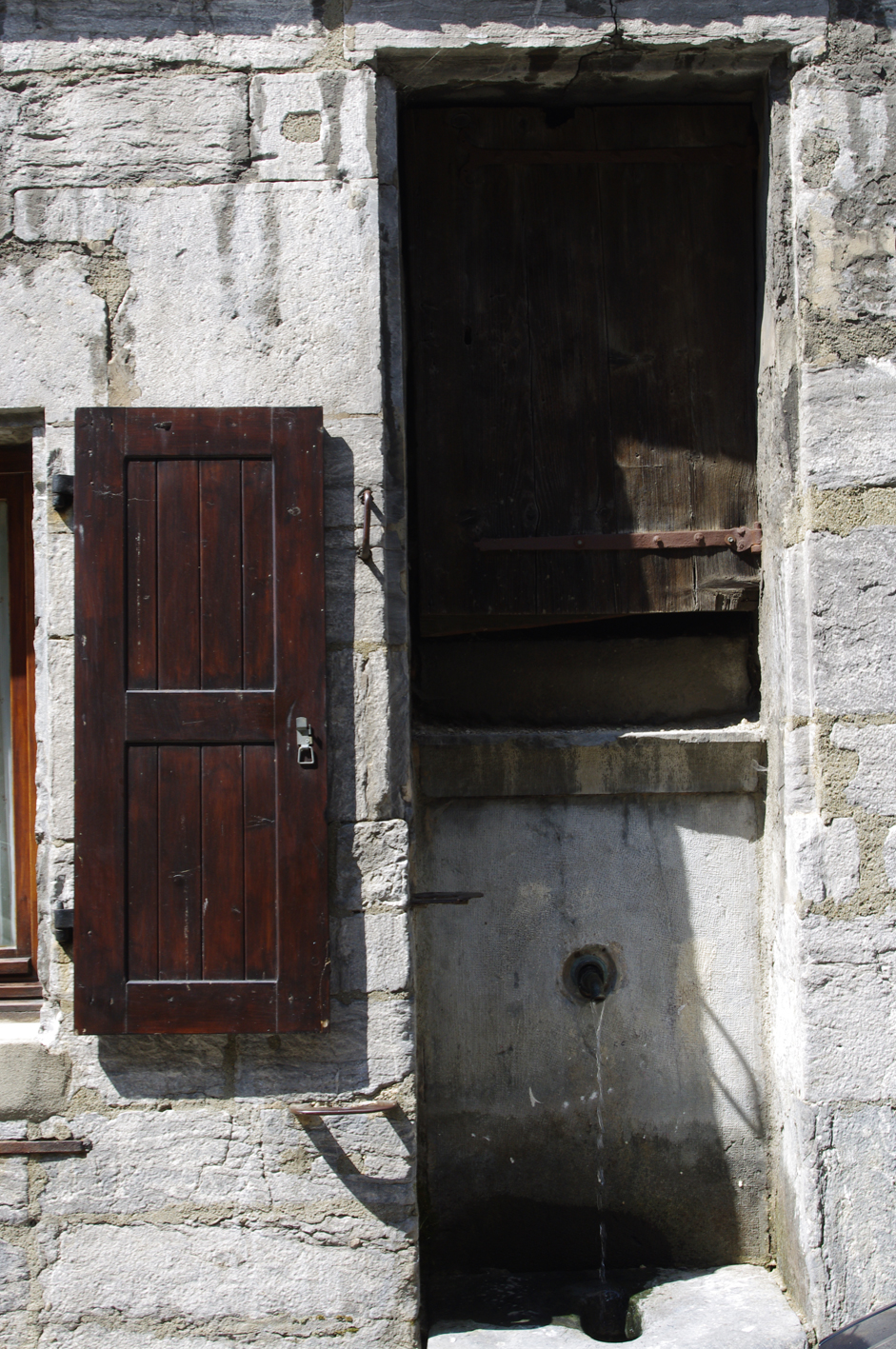
Volet dauphinois : contrevent avec un tablier à lames verticales côté extérieur renforcé par un cadre sur la face intérieure.
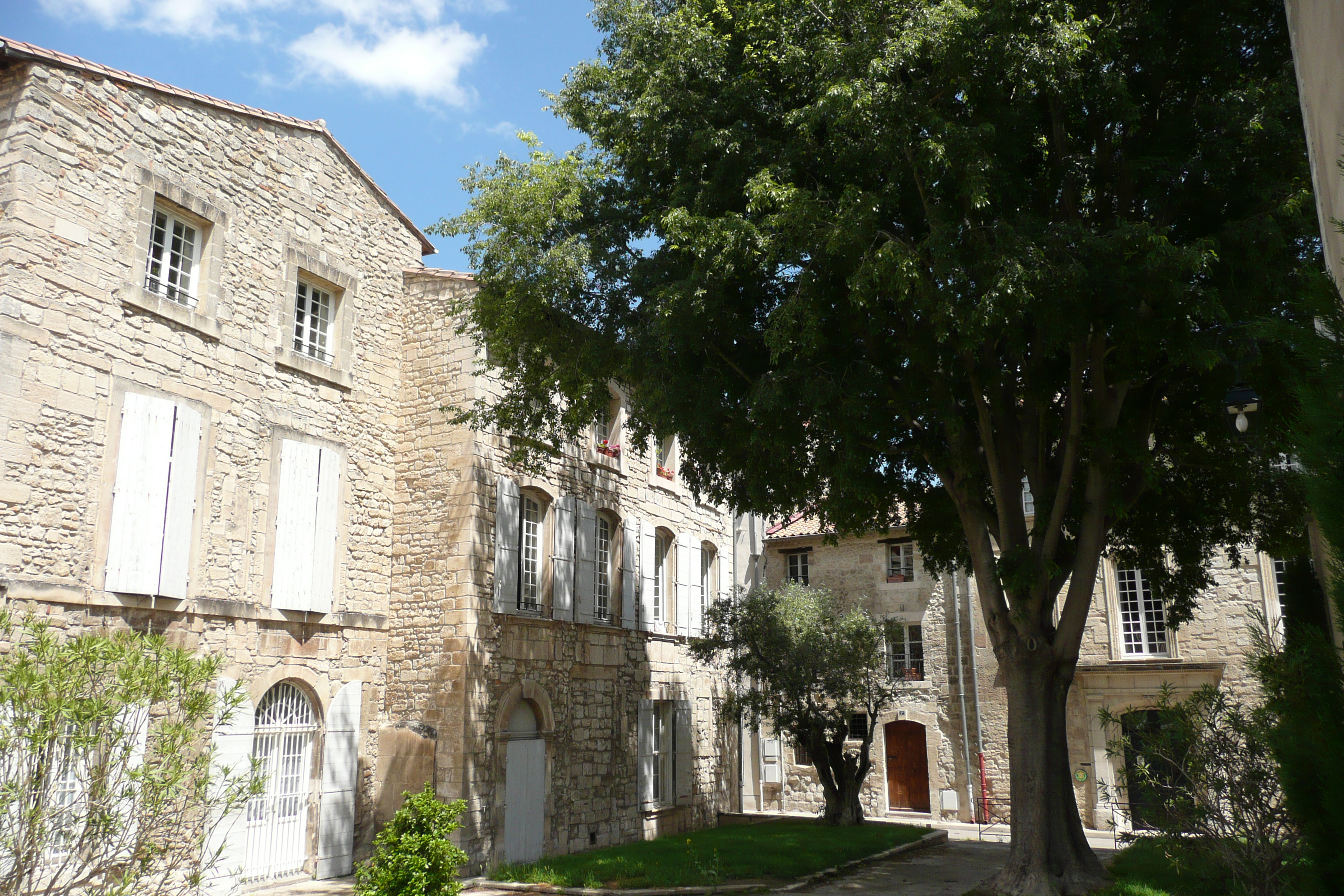
Volet provençal : contrevent équipé d'un double tablier opposant du côté extérieur des lames verticales et à l'intérieur des lames horizontales.